# Gianluigi Gabetti
Gianluigi Gabetti (Turín, 29 de agosto de 1924-Milán, 14 de mayo de 2019) fue un empresario e ingeniero italiano.

## Biografía
A los veintidós años, se graduó magna cum laude en derecho en la Universidad de Turín. Comenzó a trabajar en el Banco Comercial de Italia, convirtiéndose en vicedirector de la oficina de Turín en 1955. Allí permaneció diez años, antes de fichar por Olivetti. En dicha compañía conoció a «personas de una profundidad tan alta y única, como nunca antes había experimentado en sus contactos laborales con otras compañías».
En Nueva York en 1971, se reunió con Gianni Agnelli. El financiero estaba concluyendo la reorganización de Olivetti Corporation of America para la cual había mantenido las riendas durante seis años. El abogado quedó impresionado por este hombre discreto y se ofreció a regresar a Italia como director general de IFI, el holding financiero de la familia. Gabetti aceptó y, un año más tarde, fue director general, cargo que comenzó la larga asociación con Fiat, de la que también fue vicepresidente de 1993 a 1999.
Su experiencia en asuntos financieros e industriales, así como el compromiso ético y social para mejorar las condiciones de vida y de trabajo del país, hacen posible su nombramiento como Cavaliere del Lavoro el 4 de junio de 1982.
En 2007, después de la muerte de Gianni Agnelli y Umberto Agnelli le asegura la sucesión al poder.
Falleció el 14 de mayo de 2019 a los 94 años en Milán.